# Cavall Morgan

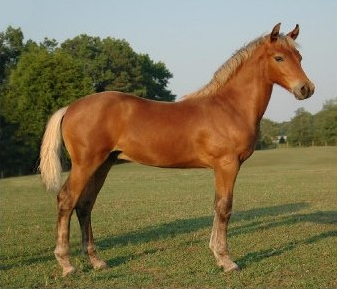
Jove cavall Morgan amb un pelatge castany diluït argentat. Els argentats-castanys conserven el color roig del pelatge mentre que els extrems de les potes passen a una tonalitat diluïda.

El cavall Morgan és una de les primeres races de cavall desenvolupades als Estats Units. La raça ha influït en moltes altres races americanes, incloent-hi el cavall American Quarter, Tennessee Walking Horse i Standardbred. Van ser utilitzats com a cavalls de la cavalleria durant la Guerra Civil nord-americana en ambdós costats del conflicte. Durant els segles XIX i XX, es va exportar a molts països, incloent-hi Anglaterra, i va influir en la millora del Hackney. El 1907, el Departament d'Agricultura dels EUA va establir la Granja dels EUA del cavall Morgan a Middlebury, Vermont, per tal de perpetuar i millorar la raça Morgan; la finca va ser traslladada més tard a la Universitat de Vermont. El primer registre de la raça es va iniciar el 1909, i des de llavors moltes organitzacions dels Estats Units, Europa i Oceania l'han desenvolupada. S'estima que hi ha més de 175.000 cavalls Morgan en tot el món des del 2005.
El Morgan és una raça compacta, refinada, en general de color negre o castany, tot i que poden tenir molts colors, incloent-hi diverses varietats de pintat. S'utilitzen en moltes disciplines i són coneguts per la seva versatilitat. La raça Morgan és la típica dels estats de Vermont i Massachusetts. Populars autors per a nens, incloent-hi Marguerite Henry i Ellen Feld, han retratat els Morgan en els seus llibres, com en Henry Justin Morgan tenia un cavall, i The Walt Disney Company va fer-ne més tard una pel·lícula.

## Colors de pelatge
Els pelatges que es poden presentar en la raça Morgan es troben explicats al web de la referència.